# Erzbistum Madurai
Das Erzbistum Madurai (lateinisch Archidioecesis Madhuraiensis) ist eine Erzdiözese der römisch-katholischen Kirche in Indien mit Sitz in Madurai.
Das Erzbistum Madurai umfasst die im Bundesstaat Tamil Nadu gelegenen Distrikte Madurai, Theni, Virudhunagar und die im Distrikt Dindigul gelegenen Talukas Batlagundu, Kodaikanal, Natham, Nilakkottai sowie vier Pfarreien im Taluka Dindigul.

## Geschichte
Das Erzbistum Madurai wurde am 8. Januar 1938 durch Papst Pius XI. mit der Apostolischen Konstitution Si inter infideles aus Gebietsabtretungen des Bistums Trichinopoly als Bistum Madura errichtet und dem Erzbistum Bombay als Suffraganbistum unterstellt. Am 21. Oktober 1950 wurde das Bistum Madura in Bistum Madurai umbenannt.
Das Bistum Madurai wurde am 19. September 1953 durch Papst Pius XII. mit der Apostolischen Konstitution Cum ad aeternam zum Erzbistum erhoben. Am 17. Mai 1973 gab das Erzbistum Madurai Teile seines Territoriums zur Gründung des Bistums Palayamkottai ab. Weitere Gebietsabtretungen erfolgten am 3. Juli 1987 zur Gründung des Bistums Sivagangai und am 10. November 2003 zur Gründung des Bistums Dindigul.

## Kirchenprovinz
| Diözese                | Katholiken | Einw., ges. |
| ---------------------- | ---------- | ----------- |
| Erzbistum Madurai      | 00115.166  | 006.170.000 |
| Bistum Dindigul        | 00145.213  | 002.068.000 |
| Bistum Kottar          | 00260.484  | 000885.865  |
| Bistum Palayamkottai   | 00123.789  | 002.652.273 |
| Bistum Sivagangai      | 00225.548  | 002.479.560 |
| Bistum Tiruchirappalli | 00236.377  | 002.447.234 |
| Bistum Tuticorin       | 00348.000  | 002.765.000 |
| Bistum Kuzhithurai     | 00264.222  | 000855.485  |

## Bischöfe

### Bischöfe von Madura
- John Peter Leonard SJ, 1938–1950

### Bischöfe von Madurai
- John Peter Leonard SJ, 1950–1953

### Erzbischöfe von Madurai
- John Peter Leonard SJ, 1953–1967
- Justin Diraviam, 1967–1984
- Casimir Gnanadickam SJ, 1984–1987, dann Erzbischof von Madras-Mylapore
- Marianus Arokiasamy, 1987–2003
- Peter Fernando, 2003–2014
- Antony Pappusamy, 2014–2024
- Antonysamy Savarimuthu, seit 2025